# 隐纹杜茎山
隐纹杜茎山（学名：Maesa manipurensis）为紫金牛科杜茎山属下的一个种。

## 扩展阅读
- 維基物種上的相關：隐纹杜茎山